# Avery Skinner
Avery Skinner (ur. 25 kwietnia 1999 w Katy) – amerykańska siatkarka, reprezentantka Stanów Zjednoczonych, grająca na pozycji przyjmującej. 
Jej o 2 lata młodsza siostra Madisen, również jest siatkarką. Jej ojcem jest Brian Skinner, który był koszykarzem grającym w NBA. 
W 2022 roku zadebiutowała w reprezentacji Stanów Zjednoczonych w Pucharze Panamerykańskim. Zajęła wraz z reprezentacją Stanów Zjednoczonych 4. miejsce w Lidze Narodów 2023.

## Sukcesy klubowe
Międzyuczelniane rozgrywki – Southeastern Conference:
- 2019
- 2018, 2020

Międzyuczelniane rozgrywki – NCAA:
- 2020[11]

Międzyuczelniane rozgrywki – Big 12 Conference:
- 2022

Puchar Francji:
- 2023[12]

Puchar CEV:
- 2024[13]

Puchar Challenge:
- 2025[14]

## Sukcesy reprezentacyjne
Puchar Panamerykański:
- 2022[15]

Mistrzostwa Ameryki Północnej, Środkowej i Karaibów:
- 2023[16]

Igrzyska Olimpijskie:
- 2024[17]

## Nagrody indywidualne
- 2022: Najlepsza przyjmująca i punktująca Pucharu Panamerykańskiego[18]
- 2023: MVP finału Pucharu Francji[19]